# 内田実

歌川広重「東海道五十三次の内、平塚」保永堂版。1834年（天保5年）頃。アメリカ議会図書館蔵。

内田 実（うちだ みのる、1873年（明治6年）9月-1945年（昭和20年）1月7日）は、実業家、および歌川広重研究家・蒐集家である。
父虎次郎と母セイの長男として、島根県松江にて生まれる。内田家は松江松平家の家老である三谷家の家臣だった。島根県立松江中学校（旧制）在学中、千島探検隊に加わろうと上京。日清戦争後、台湾総督府に勤める。その後起業し、日露戦争開戦後、朝鮮半島に渡り、京城にて生気嶺泥土石炭株式会社の取締役を務める。のち大阪府にて神霊の研究をする。千葉県船橋市にて病死。実弟に中国史研究者の加藤繁がいる。

## 研究家・蒐集家
1912年（大正元年）、内田家にあった保永堂版東海道五十三次の平塚を見て感銘を受け、広重作品は他の浮世絵師のそれに比べ安価だったことから、彼の錦絵（浮世絵版画）を全て集める決心をする。その成果として、1930年（昭和5年）に、600ページを超える『広重』（以下、内田本とする。）を上梓し、翌1931年（昭和6年）1月に、朝日賞を受賞した。

## 内田本の評価
内田本は、広重の伝記を多角的に検証し、かつ作品についても、ほぼ自身のコレクションを基に網羅的に取り上げた、これまでにない研究書であり、1970年（昭和45年）に鈴木重三の『広重』が出るまでの40年間、広重研究の最重要日本語文献とされた。丹波恒夫は内田本を手放しで称賛したのに対し、林美一と鈴木重三、永田生慈は、内田に敬意を示しつつも、テキストを批判的に読み取り、その結果、広重の家系を記した「安藤家由緒書」（1866年・慶応2年）に表れる「安藤鉄蔵」が、広重であると判明したり、五十三次制作時に、広重の上洛を否定する説（東海道五十三次_(浮世絵)#取材の有無）など、新知見を見出すきっかけとなった。
内田本に先行して、1914年（大正3年）に『浮世絵と風景画』（以下、烏水本とする。）を出版した小島烏水は、内田が烏水の論を、あたかも自分で考えたかのように著作に取り入れ、逆に、烏水本発行以降に彼の説が覆された箇所に限って、名指しで批判したことを、内田本の該当箇所を引用し、彼の態度を非難した。内田の烏水への態度には、林と鈴木も、烏水側に同調している。

## 著作
雑誌論文、共著書を含む。
- 1917年　「広重忌に際して」『研精美術』120号 。
- 1917年 　｢広重の自然観と彼の人格｣『浮世絵』29号。
- 1930年　『広重』、岩波書店。1932年に特製改訂版、1978年に32年版を復刊。
- 1930年　「『広重』を出版するまで」『浮世絵志』19号。
- 1942年　「広重の芸術」、北川桃雄・奥平英雄編『日本美術の鑑賞-近代篇』、帝国教育会出版部。